# Каннобіно
Каннобіно (з іт. Cannobino) — невеличка річка (потічок), розташована в провінції Вербано-Кузіо-Оссола, в регіоні П'ємонт на півночі Італії. Місцеве населення часто називає її Il Fiume (річка).

## Річковий басейн
Каннобіно починає свій витік на схилах італійських Альп поблизу Cima della Laurasca (вис. 2195 м) і, звиваючись, протікає через однойменну долину Valle Cannobina. Перші 20 кілометрів ширина потоку сягає до 10 м, а поруч з церквою Святої Анни в селі Traffiume — збільшується до 100 метрів. Річка на своєму шляху перетинає такі населенні пункти: Малеско, Курсоло-Орассо, Ґурро, Фальмента, Кавальйо-Спокія і Каннобіо.

## Рекреація
Велика кількість кемпінгів та готелів розташована на берегах річки. Глибина і ширина Каннобіно дозволяє займатись тут дайвінгом, сплавом на надувних човнах, плаванням.